# Kuňucha
Kuňucha (Ambrosina) je monotypický rod vytrvalé rostliny z čeledě árónovitých, který je tvořen jediným druhem Ambrosina bassii. Protože tato drobná, jednoděložná rostlina není blízce příbuzná s ostatními árónovitými rostlinami, byla zařazena do monotypické podčeledě Ambrosineae.

## Výskyt
Rozšířena je hlavně v jižní Itálii, na Sicílii, Sardinií, Korsice a také na severu Afriky v Alžírsku a Tunisku. Severní hranici areálu představuje polovina ostrova Korsika.
Roste nejčastěji ve středomořských macchiových porostech, ve vysýchavých nízkostébelných trávnících, v řídkých lesích i na skalních terasách, obvykle na severních svazích a na půdě s vápencovým podložím a bohaté na humus.

## Popis
Vytrvalá bylina, vysoká 4 až 8 cm, rostoucí z podlouhlé hlízy s mnoha drátovitými kořínky. S příchodem podzimu, po letním období klidu, vyrůstají z hlízy dva až čtyři řapíkaté, k zemi přitisknuté listy. Jejich vejčité až eliptické čepele bývají dlouhé 2 až 7 cm, mají síťnatou žilnatinu se vzájemně spojenými žilkami, na horní straně bývají drsné a tmavě zeleně mramorované nebo červeně skvrnité, na spodní straně je vidět střední žilka, okraj čepel bývá zvlněný.
Z hlízy vyrůstá krátký, k zemi ohnutý stonek a na něm jedno květenství s hnědavě zeleným toulcem s purpurovými skvrnami. Dospělý, 2 až 3 cm dlouhý toulec pak leží na zemi tak, že jeho podélný otvor je nahoře. Palice v toulci je plochá a má po stranách křídlaté výrůstky, ty přiléhající ke stěnám toulce a rozdělují ho ve dva oddíly, jev v čeledi árónovitých ojedinělý. Ve spodním oddílu vyrůstá z palice ve dvou řadách šestnáct malých samčích květů. Vespod horního oddílu je jeden plodný samičí květ s jednodílným semeníkem, zakřivenou čnělkou a zploštělou bliznou, výše v oddílu je řada neplodných samičích květů. Doba kvetení je od začátku prosince do března.
Po opylení se květní stonek prodlužuje a zralým plodem se stává vysychavá, načervenalá, kulovitá tobolka s vytrvalou čnělkou. Tobolka obsahuje četná kulovitá, červenohnědá semena s dlouhými bílými přívěsky.

## Rozmnožování
Kuňucha se může rozšiřovat přirůstáním hlíz, nebo vzácně vznikem nových rostlin ze semen, která rozšiřují mravenci. Hlíza je schopná vytvořit květenství nejdříve ve věku čtyř let. Způsob přenosu pylu z prašníků na bliznu není znám. V minulosti se předpokládalo, že pyl vytlačí dešťová vody ze spodního oddílu do horního. Dnes se spíše spekuluje o půdním hmyzu a předpokládá se, že nahodilými opylovači mohou být chvostoskoci, škvoři, snovatky nebo mnohonožky hledající místo k úkrytu, nebo mnohem četnější roztoči.